# Баум, Филипп Абрамович
Филипп Абрамович Баум (8 [21] сентября 1900, Лодзь, Петроковская губерния — 21 ноября 1966, Москва) — советский военный деятель, член-корреспондент Академии артиллерийских наук (14.04.1947), доктор технических наук (1946), профессор (1947), лауреат Сталинской премии (1946), инженер-полковник (1942).

## Биография
В 1917 г. окончил реальное училище в Москве, занимался конторской работой в частной конторе и инструктором Хамовнического отдела народного образования. В Красной армии — с сентября 1918 г.: красноармеец 1-го караульного батальона, г. Москва. С октября 1918 г. — во Всероссийском Главном штабе: журналист; с марта 1919 г. — делопроизводитель; с августа 1919 г. — помощник начальника шифровального отделения; с февраля 1920 г. -начальник шифровального отделения. С августа 1920 г. — в штабе 3-й армии Западного фронта: помощник начальника, а с октября 1920 г. — начальник шифровального отделения. В январе-феврале 1921 г. — инструктор по поручению Главного управления Всеобуча. В феврале-июне 1921 г. — начальник отделения Управления по командному составу Штаба РККА. В июне 1921 г. по состоянию здоровья зачислен в резерв. С ноября 1921 г. — секретарь Командного управления Штаба РККА. С июля 1922 г. — в политотделе 2-й стрелковой дивизии Туркестанского фронта: начальник отделения партийного строительства, с февраля 1923 г. — начальник организационной части. С апреля 1923 г. — политрук эскадрона 5-го кавалерийского полка 2-й отдельной кавалерийской дивизии, г. Фергана. В сентябре-ноябре 1923 г. — политрук политотдела, с ноября 1923 г. — инструктор партийного строительства политотдела 1-й дивизии Туркестанского фронта, г. Ашхабад. С января 1924 г. — начальник организационного строительства политического управления 13-го корпуса. С мая 1924 г. -начальник политического сектора Бек-Будинского боевого района. С сентября 1924 г. — начальник политотдела 6-й Алтайской отдельной кавалерийской бригады. С декабря 1924 г. — начальник организационного отдела политотдела 13-го корпуса. В январе-ноябре 1923 г. и феврале 1924 — апреле 1925 г. принимал участие в ликвидации банд басмачей на Туркестанском фронте и Афганской границе в частях 2-й отдельной кавалерийской бригады, Бек-Будинского боевого района 6-й Алтайской кавалерийской бригады. С апреля 1925 г. — военный комиссар 9-го отдельного полка связи, г. Брянск. С октября 1925 г. — военный комиссар дивизиона полевых бронепоездов № 2, г. Витебск.
С августа 1926 г. -слушатель химического (порохов и взрывчатых веществ) факультета Военно-технической академии РККА им. Ф. Э. Дзержинского. С сентября 1930 г. -адъюнкт Военно-технической академии РККА им. Ф. Э. Дзержинского. С декабря 1933 г. — старший преподаватель химического цикла Артиллерийской академии РККА им. Ф. Э. Дзержинского. С августа 1938 г. — доцент отдельной дисциплины физической и коллоидной химии; с апреля 1942 г. — старший преподаватель кафедры взрывчатых веществ; с мая 1943 г. — начальник кафедры взрывчатых веществ; с апреля 1946 г. — начальник кафедры порохов и взрывчатых веществ Артиллерийской академии им. Ф. Э. Дзержинского. С марта 1953 г. — в отставке. Вел педагогическую деятельность в Московском химико-технологическом институте им. Д. И. Менделеева, на Высших инженерных курсах усовершенствования. С мая 1956 г. работал старшим научным сотрудником НИИ «Бурнефть», Институте горного дела АН СССР, затем руководил лабораторией взрывчатых материалов ВНИИ геотехники.
Автор более 40 научных работ. Докторская диссертация защищена на тему «Чувствительность взрывчатых веществ и её зависимость от их молекулярной структуры». Создатель конструктивно простого взрывателя Т-11. Крупный специалист по кумулятивным зарядам и боеприпасам, медленногорящим порохам и безгазовым составам. Один из основоположников научного направления по физике взрыва: разработал теорию чувствительности взрывчатых веществ к тепловым и низкоскоростным механическим нагрузкам. Совместно с М. А. Лаврентьевым, Г. И. Покровским и К. П. Станюковичем является основоположником теории кумуляции. За разработку малогазового дистанционного состава для зенитных трубок удостоен Сталинской премии.
Похоронен в Москве.

## Награды
- орден Ленина (21.02.1945)[2]
- два ордена Красного Знамени (03.11.1944[2], 20.06.1949>[2])
- орден Красной Звезды (16.08.1936)
- орден «Знак Почета» (02.06.1942)
  - медали в том числе:
  - «XX лет Рабоче-Крестьянской Красной Армии» (1938)
  - «За оборону Москвы» (1944)
  - «За победу над Германией в Великой Отечественной войне 1941—1945 гг.» (1945)

## Труды
- Трубчатые составы. М.: Арт. академия, 1940;
- Кумулятивный эффект и его рациональное использование. М.: Арт. академия, 1945;
- Развитие науки о взрывчатых веществах за 30 лет Советской власти. М.: Арт. академия, 1948;
- Теория взрывчатых веществ. Учебник. М.: Арт. академия, 1952, (Главы «Разработка новых трубочных составов», «О причинах затухания обыкновенных трубочных порохов при стрельбе из современных зенитных пушек»);
- Введение в космическую газодинамику. М.: Физматгиз, 1958. 424 с. (соавторы Каплан С. А., Станюкович К. П.);
- Физика взрыва. М.: Физматгиз, 1959. 800 с. (соавторы Станюкович К. П., Шехтер Б. И.);
- О механике кумулятивного взрыва в присутствии металлической облицовки и влияние вращения на условия формирования и устойчивости кумулятивной струи // Сборник докладов ААН. 1948. Вып. III; * *
- Результаты некоторых новых исследований в области ударных и детонационных волн // Известия ААН. 1949. Вып. 7. С. 92-138 (соавтор Станюкович К. П.);
- О сжимаемости некоторых металлов при высоких давлениях и начальных параметрах ударных волн в металлах в условиях контакта с детонирующим взрывчатым веществом // Известия ААН. 1952. Вып. 28. С. 88-112 (соавтор Шехтер Б. И.);
- Основы теории бронепробивного действия кумулятивной струи с учётом физико-механических характеристик металлов брони и струи // Сборник докладов ААН. 1953. Вып. XVI. С. 4-43 (соавтор Станюкович К. П.);
- Исследование эффективности действия зарядов, имеющих большую скорость встречи с целью (до 5000 м/сек) в зависимости от формы заряда, скорости его движения, высоты разрыва над землей и веса взрывчатого вещества // Сборник докладов ААН. 1953. Вып. XVI. С. 81-134 (соавтор Станюкович К. П.);
- Некоторые новые исследования в области явления кумуляции // Сборник докладов ААН. 1951. Вып. VIII;
- Определение начальных параметров ударных волн в горных породах в условиях контактного взрыва и закона сжимаемости пород при высоких давлениях // Взрывное дело. Сб. 49/6.1962. С. 224—251 (соавтор Бержец И. А.).